# Ронелл, Авиталь
Авиталь Ронелл (англ. Avital Ronell; род. 15 апреля 1952 года, Прага, Чехословакия) — американский академик, чьи работы посвящены континентальной философии, литературной критике, психоанализу, политической философии и этике. Является профессором гуманитарных наук и кафедры германистики и сравнительного литературоведения в Нью-Йоркском университете, где руководит программой трансдисциплинарных исследований травм и насилия.
Ронелл преподает в Европейской Аспирантуре в Зас-Фе. Ее работы связаны с творчеством Иоганна Вольфганга фон Гёте; Александром Грейамом Беллом и первым телефоном; структурой теста в областях права, фармацевтики, художественной сферы, науки, Дзена и истории; глупостью; исчезновением власти; детством; дефицитом. Ронелл является одним из основателей журнала «Qui Parle» и членом организации «Jewish Voice for Peace».
Расследование в Нью-Йоркском университете, занявшее одиннадцать месяцев, установило, что Ронелл сексуально преследовала аспиранта, и университет отстранил ее от работы без оплаты на 2018—2019 учебный год.

## Биография
Авиталь Ронелл родилась в Праге в семье израильских дипломатов и была артисткой до вхождения в академические круги. Она эмигрировала в Нью-Йорк в 1956 году, училась в частной Подготовительной Школе Рутгерс и окончила ее в 1970 году. Позже Ронелл, будучи молодой иммигранткой, часто сталкивалась с ксенофобией и антисемитизмом. Она получила степень бакалавра искусств в Миддлбери-колледже, а затем училась у Якоба Таубеса в институте герменевтики Свободного университета Берлина. Ронелл получила докторскую степень по философии германистики в Принстонском университете в 1979 году, где ее научным руководителем был Стэнли Корнгольд, и ее диссертация касалась самоанализа в работах Иоганна Вольфганга фон Гёте, Фридриха Гёльдерлина и Франца Кафки. Когда она встретила Жака Дерриду на симпозиуме, и он спросил ее имя, она представилась как «Метафизика». Позже Деррида отметил, что он «нашел эту маленькую шутку весьма тонкой». Впоследствии она училась у Дерриды и Элен Сиксу в Париже. Она продолжала знакомить американскую аудиторию с Дерридой, переводя его эссе о работе Кафки «Перед законом», о законе гендера/жанра, лекции об отношении Ницше к биографии и ряд других работ. Ронелл стала близким другом поэта и писателя Пьера Альфери, который впоследствии оказал влияние на названия нескольких главных работ Ронелл.
После недолгой работы профессором в Виргинском университете, как утверждает сама Ронелл, ее уволили, потому что она преподавала континентальную философию и «регулярно ходила в спортзал: коллеги были шокированы этим — это не соответствовало их образу академической женщины!». После этого Ронелл работала на факультете сравнительного литературоведения в Калифорнийском университете в Риверсайде, а затем в Калифорнийском университете в Беркли, где преподавала вместе с Филиппом Лаку-Лабартом, Жан-Люком Нанси и Джудит Батлер. Она была близкой подругой писательницы Кэти Акер и отождествляла себя с ее вымыслами, говоря, что они «предназначены друг для друга». В 1996 году она ушла в Нью-Йоркский университет, где преподавала курс с Жаком Дерридой до 2004.
В 2009 году Центр Помпиду пригласил Ронелл провести серию интервью с такими художниками и мыслителями, как Вернер Херцог, Джудит Батлер, Деннис Купер, Жан-Люк Нанси и Сюзанна Доппельт. Также в 2009 году она начала проводить совместные курсы с Славой Жижеком. В 2010 году Ронелл преподавала вместе с Франсуа Нудельманном.
Ронелл была председателем Отдела Философии и Литературы и Отдела Сравнительной Литературы в Ассоциации Современного Языка Америки с 1993 по 1996 год и выступила с основным докладом на ежегодном собрании Американской Ассоциации Сравнительного Литературоведения в 2012 году.

## Награды и отличия
- 1995—1996 — Университетская стипендия Президента Калифорнии (англ. University of California President’s Fellowship)[25]
- 1993 — Награда Научного Сотрудника (англ. Research Fellow Award)[25]
- 1991 — Американская Культурная стипендия (англ. American Cultures Fellowship)[25]
- 1981—1983 — стипендия Фонда Александра фон Гумбольдта (англ. Alexander von Humboldt-Stiftung Fellowship)[25]